# Gilis
Gilis is een bestuurslaag in het regentschap Rembang van de provincie Midden-Java, Indonesië. Gilis telt 2004 inwoners (volkstelling 2010).